# 東別院出口
東別院出口（ひがしべついんでぐち）は、愛知県名古屋市中区にある名古屋高速道路都心環状線の出口である。高速道路の本線から右にカーブして前津通の栄方面行き車線に合流する。大高出入口・東新町出入口方面からの専用の出口である。ちなみに東別院入口はここより西側の山王通（名古屋市道山王線）上にある。

## 道路
- 名古屋高速都心環状線

## 料金所
なし

## 歴史
- 1985年5月7日：開通。

## 周辺
- 大須
  - 大須観音
  - テレビ愛知
  - 名古屋スポーツセンター
  - コメ兵大須店
- 真宗大谷派 名古屋別院（東別院）
- 名古屋テレビ放送
- 上前津駅
- 東別院駅
- 金山駅

## 隣
名古屋高速都心環状線
鶴舞南JCT - (C03)東別院出口/(C04)東別院入口